# Deserto di Sin
Il deserto di Sin (in ebraico מִדְבַּר סִין‎?) è un'area geografica menzionata nella Bibbia ebraica come ubicata tra Elim e il Monte Sinai biblico. Sin è un termine non traducibile che potrebbe significare luna. Gli studiosi biblici sospettano che Sin potrebbe riferirsi alla divinità lunare semitica Sin, che era adorata ampiamente nell'intera periferia dell'Arabia preislamica, nel Levante e in Mesopotamia.

## Storia
La località a cui la Bibbia fa riferimento è sconosciuta, poiché la sua determinazione dipende in gran parte dalla posizione del Monte Sinai. La tradizionale identificazione cristiano-ortodossa del monte Sinai come Jabal Musa - una delle cime all'estremità meridionale della penisola del Sinai, implicherebbe che il deserto di Sin fosse probabilmente la stretta pianura di el-Markha, che si estende lungo la sponda orientale del Mar Rosso per diversi chilometri verso il promontorio di Ras Mohammed. Tuttavia, alcuni studiosi hanno respinto queste identificazioni tradizionali. Un'altra identificazione tra alcuni studiosi moderni, del Sinai come al-Madhbah a Petra, implicherebbe che il deserto di Sin fosse approssimativamente equivalente al centro di Arabah.
Il deserto di Sin è menzionato dalla Bibbia come uno dei luoghi nei quali gli Israeliti vagarono durante il loro  Esodo dall'Egitto. Il simile deserto di Zin è anch'esso menzionato nella Bibbia come un luogo attraverso il quale viaggiarono gli israeliti. Il racconto biblico afferma che nel raggiungere il deserto di Sin, gli israeliti cominciarono a sollevare obiezioni sulla mancanza di cibo, poiché avevano già consumato tutto il grano che avevano portato con loro dall'Egitto. Secondo il racconto, Yahweh udì i loro mormorii, e fornì loro abbondanti manna e quaglie.
Più tardi lasciarono il deserto di Sin e si lamentarono per la mancanza d'acqua mentre erano accampati a Rephidim.